# Государственный университет цветных металлов и золота
Госуда́рственный университе́т цветны́х мета́ллов и зо́лота (ГУЦМиЗ) — высшее учебное заведение, существовавшее в 1930—1958 в Москве, 1958—2006 годах в Красноярске. Вошёл в состав Сибирского федерального университета.

## История
Основан в 1930 году (приказом Высшего Совета Народного Хозяйства СССР от 17 апреля 1930 г. № 1238) на базе факультета цветной металлургии Московской горной академии как Московский институт цветных металлов и золота.
Указом Президиума Верховного Совета СССР от 7 мая 1940 г. Московскому институту цветных металлов и золота присвоено имя М. И. Калинина.
В декабре 1958 году решением Совета Министров СССР институт переведён в Красноярск и переименован в Красноярский институт цветных металлов.
В 1994 году институт переименован в Красноярскую академию цветных металлов и золота.
В 1998 году в академии работало 413 преподавателей, включая 2 академиков, 4 членов-корреспондентов, 7 академических советников, 30 профессоров и докторов наук, 160 кандидатов наук и доцентов.
В 2004 году академии был присвоен статус университета.
В конце 2006 года вошёл в состав Сибирского федерального университета. Имеется филиал в Ачинске и представительство в Саяногорске. Лабораторный корпус серьёзно пострадал от сильного пожара, произошедшего 27 ноября 2003 года, в котором погиб один человек. В настоящее время полностью восстановлен.

## Организационная структура
В состав ГУЦМИЗ входят четыре института и четыре факультета, на которых ведётся обучение по тридцати четырём специальностям. По состоянию на 1998 год в университете обучалось 4100 студентов, включая 1200 заочников.

### Институт горного дела и геологии (ИГДиГ)
Основан в 1998 году на базе горно-геологического факультета. В состав института входят девять кафедр:
- Геология месторождений и методика разведки
- Общая геология, минералогия и петрография
- Технология и техника разведки
- Маркшейдерское дело
- Подземная разработка месторождений полезных ископаемых
- Шахтное и подземное строительство
- Открытые горные работы
- Горные машины и комплексы
- Электрификация горнометаллургических предприятий

В институте ведётся обучение по следующим специальностям:
- Геологическая съёмка и поиски месторождений полезных ископаемых[2]
- Прикладная геохимия, петрография и минералогия
- Технология и техника разведки месторождений полезных ископаемых[2]
- Маркшейдерское дело
- Подземная разработка месторождений полезных ископаемых[2]
- Шахтное и подземное строительство
- Открытые горные работы[2]
- Горные машины и оборудование[2]
- Металлургические машины
- Электропривод и автоматика промышленных установок и технологических комплексов

### Институт металлургии
Образован в 1998 году на базе металлургического факультета. В состав института входят девять кафедр:
- Неорганической химии
- Физической химии
- Физики
- Металлургических печей
- Обогащения полезных ископаемых
- Металлургии тяжёлых и благородных металлов
- Металлургии лёгких и редких металлов
- Экономики и организации металлургического производства
- Автоматизации производственных процессов

В институте ведётся обучение по следующим специальностям:
- Обогащение полезных ископаемых
- Металлургия цветных металлов[2]
- Автоматизация технологических процессов и производств[2]

### Институт экономики и управления экономическими системами
Образован в 1998 году на базе кафедр мировой экономики и экономики и управления производством. В состав ИЭиУЭС входят восемь кафедр:
- Экономики природопользования
- Экономики
- Экономики и управления
- Горного дела
- Международных экономических отношений и маркетинга
- Менеджмента высоких технологий
- Информационных технологий
- Экономической теории

В институте ведётся обучение по следующим специальностям:
- Мировая экономика
- Экономика и управление на предприятии металлургии
- Экономика и управление на предприятии природопользования
- Государственное и муниципальное управление
- Менеджмент организации (в промышленной сфере)
- Управление качеством
- Прикладная информатика в экономике

### Технологический институт
Образован в апреле 1998 г. на базе технологического факультета. В состав ТИ входят шесть кафедр:
- Инженерная теплофизика
- Литейное производство чёрных и цветных металлов
- Металловедение и термическая обработка металлов
- Обработка металлов давлением
- Композиционные и порошковые материалы, покрытия
- Кафедра охраны труда и промышленной экологии

В институте ведётся обучение по следующим специальностям:
- Теплофизика, автоматизация и экология промышленных печей
- Литейное производство чёрных и цветных металлов
- Металловедение и термическая обработка металлов
- Обработка металлов давлением
- Композиционные и порошковые материалы, покрытия
- Инженерная защита окружающей среды

### Факультет фундаментального образования
Основан в 1998 году.

#### Структура ФФО
- Отделение школ
  - Малая инженерная академиея (МИА)
  - Базовые школы КрасЦНОИК
- ВУЗовское отделение
  - Кафедра высшей математики
  - Кафедра неорганической химии
  - Кафедра физики
  - Кафедра инженерной графики
  - Кафедра технической механики
  - Кафедра прикладной математики и автоматизированных систем управления
  - Кафедра-лаборатория «Физико-химия процессов и материалов»
  - Кафедра инженерной педагогики
- Лаборатория медико-биологического обеспечения непрерывного образования
- Учебно-консультационный отдел

На факультете ведётся обучение по следующим специальностям:
- Информационные системы в технике и технологиях
- Физико-химия процессов и материалов
- Профессиональное обучение (информатика, вычислительная техника и компьютерные технологии)

### Гуманитарный факультет
Основан в июне 1993 года. В состав факультета входят пять кафедр:
- Философии и истории
- Культурологии
- Иностранных языков
- Физвоспитания
- Социологии, политологии и правоведения

На факультете ведётся обучение по специальности «Социальный менеджмент», а также подготовка специалистов в рамках дополнительного образования с присвоением квалификации «Переводчик в сфере профессиональной коммуникации».

### Заочный факультет
Образован в 1960 году. Подготовка ведётся по пятнадцати специальностям:
- Менеджмент организации
- Информационные системы и технологии
- Геологическая съёмка и поиски месторождений полезных ископаемых
- Технология и техника разведки месторождений полезных ископаемых
- Подземная разработка месторождений полезных ископаемых
- Открытые горные работы
- Обогащение полезных ископаемых
- Металлургия цветных металлов
- Литейное производство
- Обработка металлов давлением
- Горные машины и оборудование
- Металлургические машины и оборудование
- Электропривод и автоматика промышленных установок и технологических комплексов
- Автоматизация технологических процессов и производств
- Инженерная защита окружающей среды

### Факультет повышения квалификации преподавателей
Образован в 1995 году.

## Награды
- Орден Трудового Красного Знамени (1970)[2]

## Ректоры университета
- 1959—1962: Наиль Хайбуллович Загиров (и.о.)
- 1962—1974: Владимир Алексеевич Дарьяльский
- 1974—1980: Владимир Семёнович Стрижко
- 1980—1985: Валерий Валентинович Мечев
- 1985—1988: Ростислав Алексеевич Цыкин
- 1988—1992: Игорь Иванович Смирнов
- 1992—2006: Валерий Васильевич Кравцов

## Известные преподаватели
- См. Категория:Преподаватели Государственного университета цветных металлов и золота

## Известные выпускники
- См. Категория:Выпускники Московского института цветных металлов и золота (до 1959)
- См. Категория:Выпускники Государственного университета цветных металлов и золота